# Le Couple idéal (film)
Pour plus de détails, voir Fiche technique et Distribution.
Le Couple idéal est un film français réalisé par Bernard Roland et Raymond Rouleau, sorti en 1946.

## Synopsis
En 1912, sur les écrans, Diavolo et Diana sont les héros d'aventures trépidantes, et tiennent les spectateurs en haleine semaine après semaine. Mais, s'ils forment un couple idéal dans la fiction, la réalité est toute autre.

## Fiche technique
- Titre : Le Couple idéal
- Réalisation : Bernard Roland et Raymond Rouleau
- Scénario : Pierre Léaud et André Cayatte
- Dialogues : Michel Duran
- Musique : Georges Van Parys
- Photographie : Claude Renoir
- Son : Lucien Legrand et René Lécuyer
- Montage : Marguerite Renoir
- Décors : Robert Dumesnil
- Société de production : SUF - Société Universelle de Films
- Société de distribution : C.F.F. - Comptoir Français du Film
- Pays d'origine : France
- Format : Noir et blanc - 1,37:1 - Mono - 35 mm
- Genre : Comédie dramatique
- Durée : 92 minutes
- Date de sortie : 31 mai 1946

## Distribution
- Raymond Rouleau : Diavolo et Henri
- Hélène Perdrière : Diana
- Yves Deniaud : Julien
- Marcel Vallée : le metteur en scène de Diavolo
- Denise Grey : Antoinette
- Roger Blin : le somnambule
- Maurice Bringo
- André Chanu : Tatave
- René-Jean Chauffard
- Fabienne Cléry
- Max Dalban : un ami d'Henri
- Guy Decomble : un opérateur
- Paul Demange : le metteur en scène de Justex
- Jacques Dynam
- Fernand René : le président
- Paul Frankeur : le coiffeur
- Jean Lanier : Justex
- Fabien Loris : le Chinois
- Maurice Marceau : le régisseur
- Frédéric Mariotti : le photographe
- Philippe Olive : le producteur
- Marcel Pérès : le secrétaire du commissaire
- Jacqueline Pierreux : Pearl Black
- Annette Poivre : Titine
- Maurice Salabert
- Simone Signoret : Annette
- Sinoël : le châtelain
- Jean-Jacques Steen
- Jean-Marc Tennberg
- Robert Vattier : le commissaire
- Georges Vitsoris : Satanas

## Autour du film
Le scénario parodie la période des serials du cinéma muet ; ceux-ci mettaient en scène des héros tels Judex ou Pearl White. Dans Le Couple idéal, deux des personnages sont nommés Justex et Pearl Black.
Bernard Roland étant malade, Raymond Rouleau - qui a réalisé plusieurs films dans les années 1930, dont Le Messager (1937) avec Jean Gabin et Gaby Morlay - le remplace alors que le tournage a déjà débuté, tout en interprétant le rôle principal.
On remarque la présence au générique de Simone Signoret, jeune actrice pas encore célèbre.

## Commentaires
- « Que dire du Couple idéal (1946), hommage aux serials de l’époque héroïque, dont le sous-titre, Voyage au pays des loufoques, annonce clairement la couleur ? L'idée originale (une rivalité entre deux firmes cinématographiques, vers 1912) revient curieusement à André Cayatte, dont on n'attendait pas tant de fantaisie, l'adaptation est signée Pierre Léaud (le père de Jean-Pierre) et Michel Duran. Le rythme endiablé doit beaucoup à la musique de Georges Van Parys et à l'abattage de Raymond Rouleau, lequel aurait, dit-on, participé en sous-main à la réalisation de ce pastiche de Fantomas. Sa partenaire (Hélène Perdrière) est plus faible. Voilà, en tout cas, une réussite peu banale, bien perçue en son temps [...][2] ».
- "J'ai notamment souvenir d'un film au scénario duquel avait collaboré le père de Jean-Pierre Léaud, Le Couple idéal. Un film un peu fantastique et farfelu qui s'inspirait de ces équipes de tournage qui, au temps du cinéma muet, rivalisaient et se volaient la pellicule. C'était une fantaisie, mais cela indignait complètement les salles." (François Truffaut : propos recueillis par Dominique Maillet, Cinématographe n°105, décembre 1984, p.4).